# Giuseppe Palione
Giuseppe Palione   (Roma, 1781 - París, 1819) fou un compositor italià del Classicisme.
Estudià en la seva vila nadiua i a Nàpols, i el 1805 fixà la seva residència a París com a mestre de cant.
Deixà les òperes: La finta amante, Le due rivale, La vedova astuta, i La villanella rapita; l'oratori Deborah, la cantata Ariane i altres composicions de menys importància.